# Charles Meissonier
Pour les articles homonymes, voir Meissonier.
Jean Charles Emmanuel Claudius Meissonier, né le 11 juillet 1844 à Paris et mort le 5 février 1917 à Neuilly-sur-Seine, est un peintre français.
Il est le fils et élève du peintre Ernest Meissonier (1815-1891).

## Biographie
Charles Meissonier commence la peinture grâce à son père Ernest Meissonier qui l'initie dans son atelier à Poissy puis, en 1860, devient l'élève de Jean-Léon Gérôme tout en continuant à recevoir l'éducation artistique de son père.
Il expose pour la première fois au Salon en 1865 avec une œuvre nommée L'Atelier.
Il peint des scènes de genre à la manière hollandaise comme son père, mais encore plus influencé par le naturalisme, ainsi que des paysages.
Il se marie le 9 novembre 1868 à Poissy avec Jeanne Louise Gros.
Domicilié à Poissy, il meurt à Neuilly-sur-Seine le 5 février 1917. La plupart de ses tableaux sont conservés au musée d'Art et d'Histoire de Poissy.

## Œuvres

Œuvres de Charles Meissonier
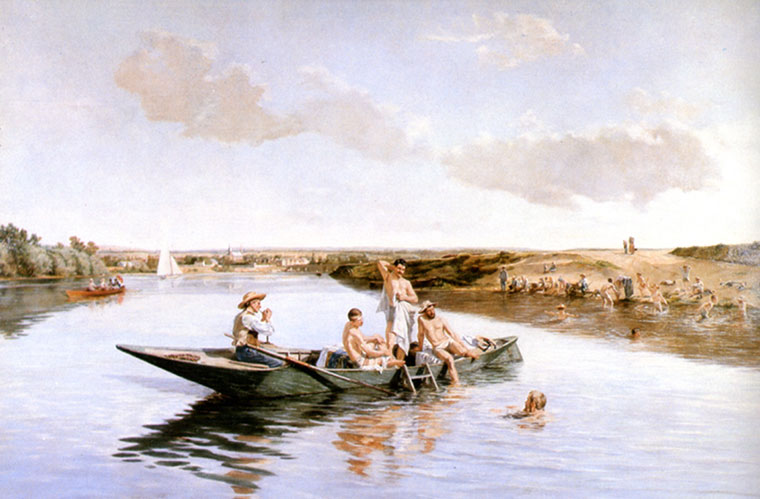
L'Été ou la Baignade (1888), mairie de Poissy.
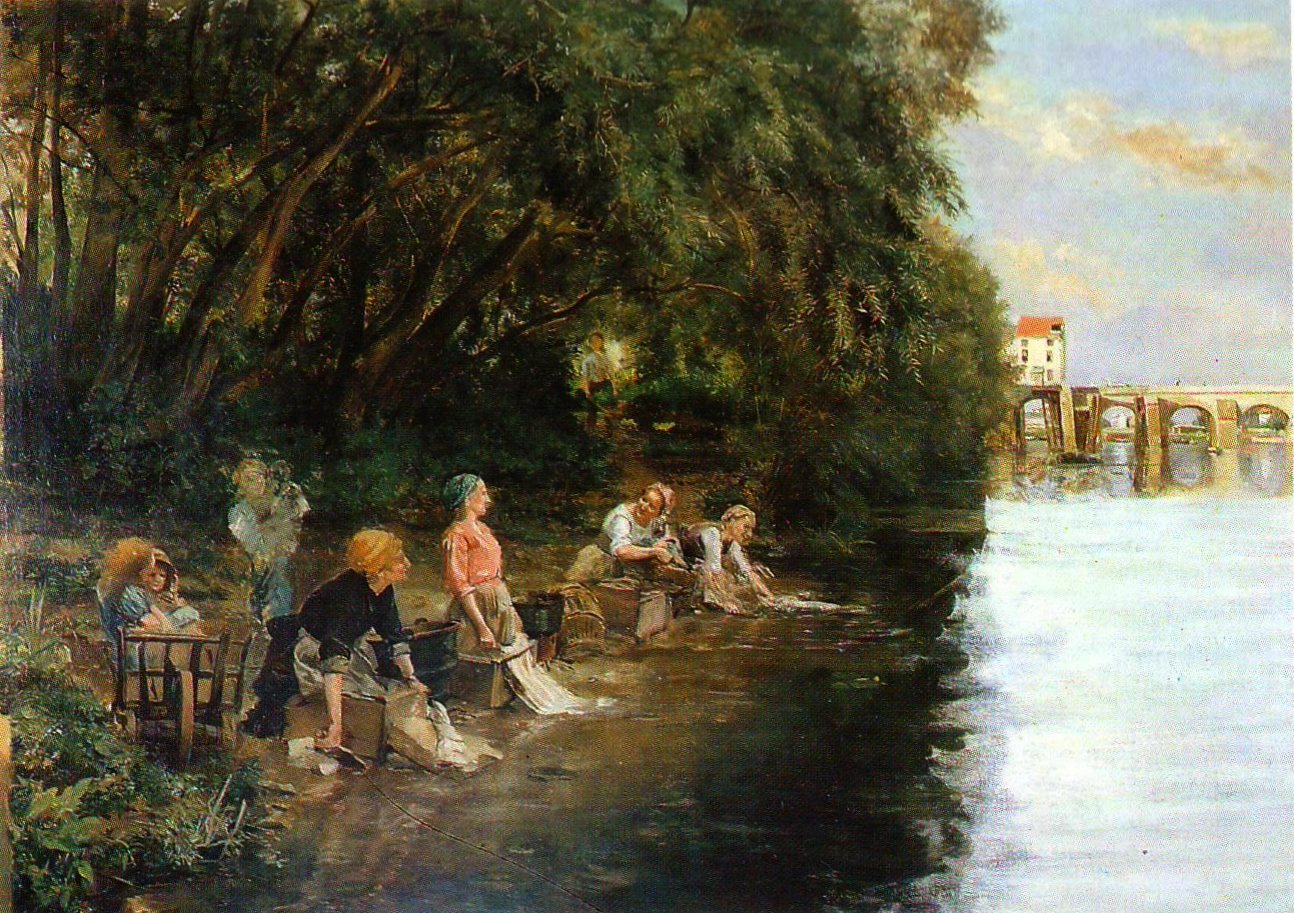
Les Laveuses (vers 1897), musée d'Art et d'Histoire de Poissy. Au fond est visible l'ancien pont de Poissy.
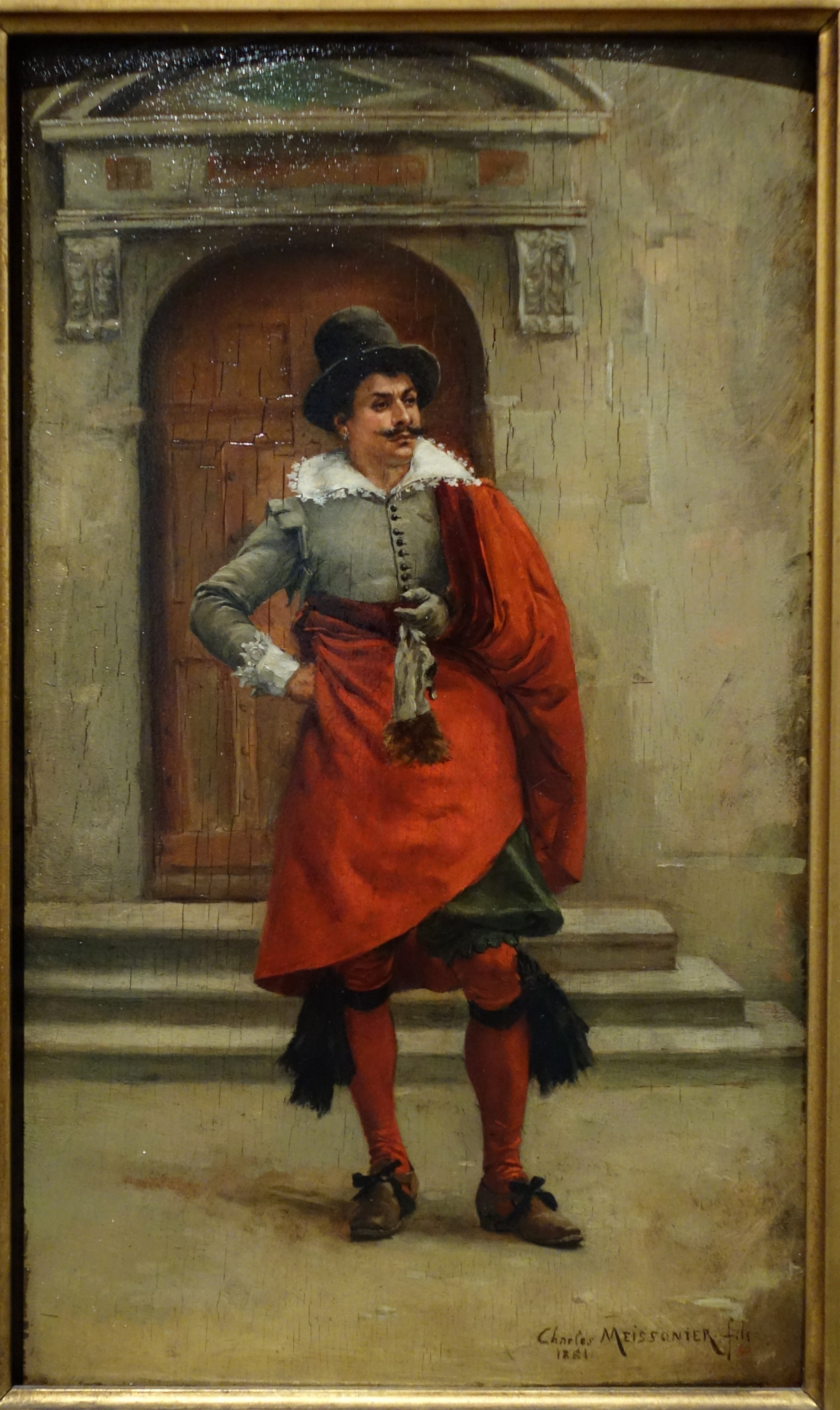
Cavalier (1881), huile sur toile, Huntington Museum of Art.
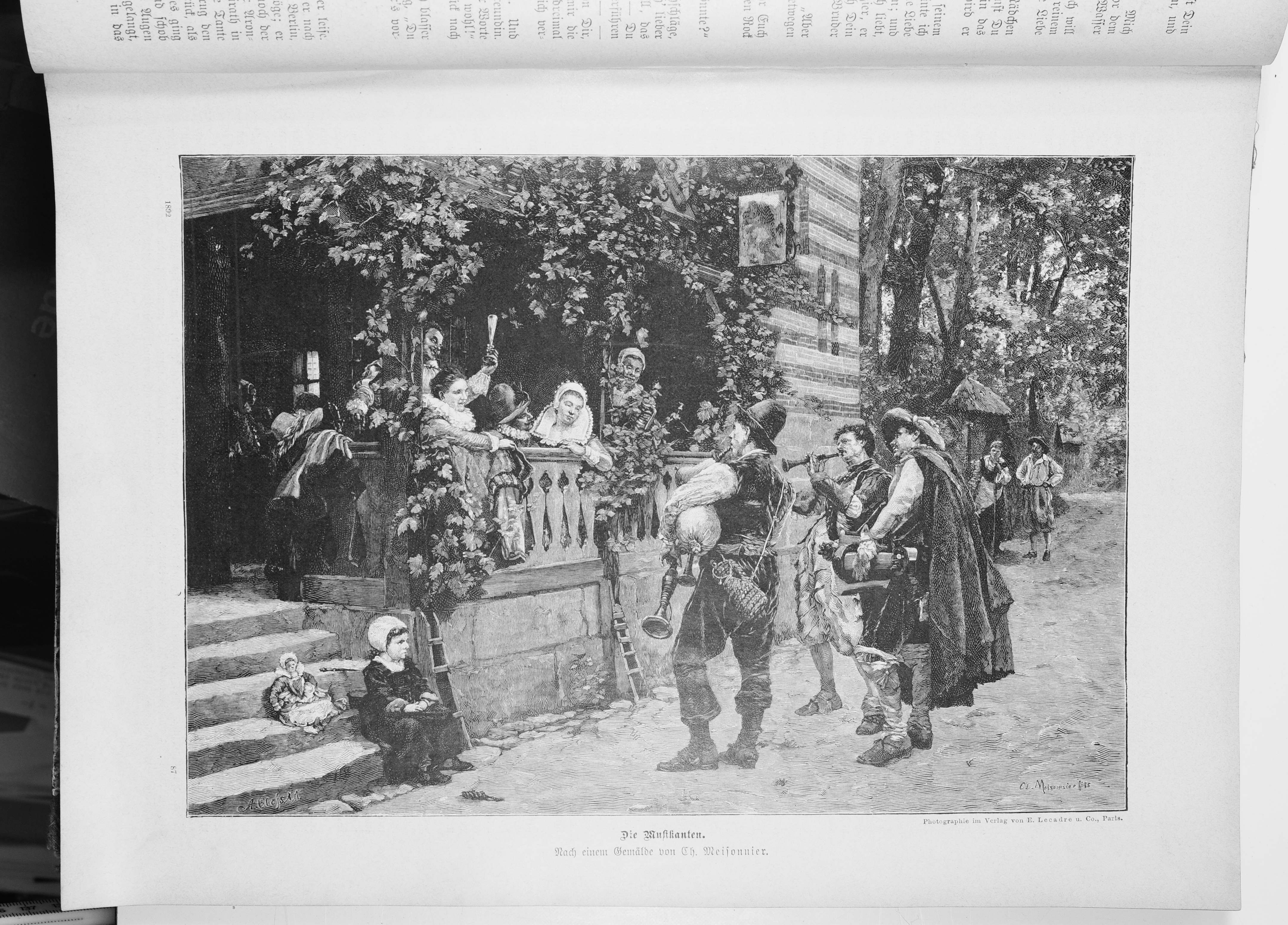
Les Musiciens (1892), gravure sur bois d'après Charles Meissonier.

## Salons
Charles Meissonier a participé aux salons artistiques de 1865 à 1911.
- Salon de 1865 : L'Atelier[4].
- Salon de 1866 : En prenant le thé ; Leusen et Rosine[5].
- Salon de 1868 : Portraits[6].
- Salon de 1874 : Le Chapelain fait la lecture au baron ; Le Couvent de Saint-Barthélemy à Nice ; Le Fripier[7].
- Salon de 1882 : Déjeunant sur le bord de la route[8].
- Salon (de Mulhouse) de 1883 : Sur la plage au Crau de Cagnes[9].
- Salon de 1884 : Musicien ambulants[10].
- Salon de 1885 : Pêcheur à l'échiquier, à Poissy[11].
- Salon (de Mulhouse) de 1886 : Gentilhomme, époque Louis XIII (aquarelle) ; Le Bras du quartier à Poissy ; Pêcheur à l'échiquier à Poissy, matin d'automne (aquarelle) ; Sur le balcon[12].
- Salon de 1888 : L'Été[13].
- Salon de 1890 : Au Printemps ; Jeunesse[14].
- Salon (de Mulhouse) de 1890 : Pêcheurs relevant des nasses ; Une noce, scène flamande XVIIe siècle (aquarelle) ; « Bien souvent j'ai fait sentinelle / Pour voir le coin de sa prunelle / Quand son rideau tremblait au vent» (poème d'Alfred de Musset)[15].
- Salon (de Mulhouse) de 1893 : Dans la campagne ; Pêcheur à l'échiquier ; Un fumeur (aquarelle) ; Un soldat (aquarelle)[16].
- Salon de 1894 : Barque de pêche entrant au port par gros temps[17].
- Salon de 1895 : Le Timonier du Lydia ; Lessive au sec ; Matelots au cabestan ; Pêcheurs ; Voiliers à bord[18].
- Salon de 1896 : Le Poste de l'équipage à bord du Magnhild[19].
- Salon (de Mulhouse) de 1896 : Barque de pêche entrant par le gros temps (aquerelle) ; Fumeur (gouache) ; Types de pêcheurs ; Voiliers à bord[20].
- Salon de 1898 : Printemps[21].
- Salon (de Mulhouse) de 1902 : Gentilhomme, XVIIe siècle (gouache) ; Laveuses (gouache) ; Matin d'Avril ; Novembre (pastel) ; Octobre (pastel)[22].
- Salon (de Mulhouse) de 1905 : Au cabaret ; Marine (gouache) ; Matinée d'automne ; Pêcheurs (gouache)[23].
- Salon (de Mulhouse) de 1908 : Bord de rivière (pastel) ; Ciel gris (pastel) ; Les Maîtres hollandais, Jean Both et Weenix ; Une halte pendant la promenade[24].
- Salon (de Mulhouse) de 1911 : Fumeurs (aquarelle) ; Un bout de causette ; Un homme de qualité, XVIIe siècle (aquarelle) ; Un poète[25].